# ה

筆記体

ה（ヘー、ヘブライ語: ה״א, הֵא he）はヘブライ文字の5番目の文字。ヘブライ数字の数価は5。
「ה׳」は神の名の略号として使われる。

## 音声
本来は無声声門摩擦音[h]を表す。現代ヘブライ語では多くの場合には無音になり、語末では決して発音されず、語頭では注意深く発音された場合にのみ出現する。語中で発音される場合には声門破裂音/ʔ/になる。
また、準母音として母音のa、e、oを表すことがある。

## 起源
この文字の起源は明らかでない。ウィリアム・オルブライトは叫ぶ人を描いた文字と考えた。